# Miroslav Bartošek
Miroslav Bartošek (24. září 1943 Olomouc – 1. listopadu 2022) byl český a československý politik, za sametové revoluce aktivista Občanského fóra v Přerově, pak poslanec Sněmovny lidu Federálního shromáždění za Občanskou demokratickou stranu, v 90. letech náměstek ministra školství České republiky.

## Biografie
Vystudoval Matematicko-fyzikální fakultu Univerzity Karlovy. Působil jako vědecký pracovník a pedagog v oboru elektrotechniky. Je autorem učebnic pro elektrotechnické školy. V roce 1989 byl členem Občanského fóra v Přerově a v roce 1991 zakládajícím členem ODS (předseda místního sdružení a oblastní rady ODS do roku 1992). Po sametové revoluci se stal v letech 1990–1992 ředitelem přerovského gymnázia, později od roku 1993 byl náměstkem ministra školství České republiky.
Krátce zasedal i v parlamentu. Ve volbách roku 1992 byl za ODS, respektive za koalici ODS-KDS, zvolen do Sněmovny lidu (volební obvod Severomoravský kraj). Ve Federálním shromáždění setrval jen do 8. září 1992, kdy na mandát rezignoval.
Po odchodu z postu náměstka nastoupil jako ředitel do Institutu pedagogicko-psychologického poradenství, na jehož vzniku se roku 1994 jako náměstek podílel.